# Lijst van voetbalinterlands Ierland - Portugal
Deze lijst van voetbalinterlands is een overzicht van alle officiële voetbalwedstrijden tussen de nationale teams van Ierland en Portugal. De landen speelden tot op heden zestien keer tegen elkaar. De eerste ontmoeting, een vriendschappelijke wedstrijd, werd gespeeld in Lissabon op 16 juni 1946. Het laatste duel, eveneens een vriendschappelijke wedstrijd, vond plaats op 11 juni 2024 in Aveiro.

## Wedstrijden
| №  | Plaats          | Datum            | Competitie           | Wedstrijd          | Uitslag |
| -- | --------------- | ---------------- | -------------------- | ------------------ | ------- |
| 1  | Lissabon        | 16 juni 1946     | Vriendschappelijk    | Portugal – Ierland | 3 – 1   |
| 2  | Dublin          | 4 mei 1947       | Vriendschappelijk    | Ierland – Portugal | 0 – 2   |
| 3  | Lissabon        | 23 mei 1948      | Vriendschappelijk    | Portugal – Ierland | 2 – 0   |
| 4  | Dublin          | 22 mei 1949      | Vriendschappelijk    | Ierland – Portugal | 1 – 0   |
| 5  | Recife          | 25 juni 1972     | Vriendschappelijk    | Portugal – Ierland | 2 – 1   |
| 6  | Boston          | 7 juni 1992      | Vriendschappelijk    | Portugal – Ierland | 0 – 2   |
| 7  | Dublin          | 26 april 1995    | EK 1996 kwalificatie | Ierland – Portugal | 1 – 0   |
| 8  | Lissabon        | 15 november 1995 | EK 1996 kwalificatie | Portugal – Ierland | 3 – 0   |
| 9  | Dublin          | 29 mei 1996      | Vriendschappelijk    | Ierland – Portugal | 0 – 1   |
| 10 | Lissabon        | 7 oktober 2000   | WK 2002 kwalificatie | Portugal – Ierland | 1 – 1   |
| 11 | Dublin          | 2 juni 2001      | WK 2002 kwalificatie | Ierland – Portugal | 1 – 1   |
| 12 | Dublin          | 9 februari 2005  | Vriendschappelijk    | Ierland – Portugal | 1 – 0   |
| 13 | East Rutherford | 10 juni 2014     | Vriendschappelijk    | Ierland − Portugal | 1 − 5   |
| 14 | Loulé           | 1 september 2021 | WK 2022 kwalificatie | Portugal – Ierland | 2 − 1   |
| 15 | Dublin          | 11 november 2021 | WK 2022 kwalificatie | Ierland − Portugal | 0 − 0   |
| 16 | Aveiro          | 11 juni 2024     | Vriendschappelijk    | Portugal − Ierland | 3 − 0   |
| 17 | Lissabon        | 11 oktober 2025  | WK 2026 kwalificatie | Portugal − Ierland |         |
| 18 | Dublin          | 13 novenber 2025 | WK 2026 kwalificatie | Ierland − Portugal |         |

## Samenvatting
| Competitie        | Totaal gespeeld | Winst Ierland | Gelijk | Winst Portugal | Doelsaldo Ierland – Portugal |
| ----------------- | --------------- | ------------- | ------ | -------------- | ---------------------------- |
| WK-kwalificatie   | 4               | 0             | 3      | 1              | 3 − 4                        |
| EK-kwalificatie   | 2               | 1             | 0      | 1              | 1 − 3                        |
| Vriendschappelijk | 10              | 3             | 0      | 7              | 7 − 17                       |
| Totaal            | 16              | 4             | 3      | 9              | 11 − 25                      |

## Details

### Tiende ontmoeting
| WK 2002 kwalificatie (Lissabon, Portugal, 7 oktober 2000):                                                                                       |              | |
| Portugal | 1 – 1        | Ierland |
| Sérgio Conceição 57' | goals        | 72' Matt Holland |
| António Oliveira | bondscoach   | Mick McCarthy |
| Quim Jorge Costa Manuel Dimas 88' Beto Fernando Couto José Luís Vidigal Luís Figo João Pinto 77' Ricardo Sá Pinto 77' Rui Costa Sérgio Conceição | opstellingen | Alan Kelly Stephen Carr Ian Harte Richard Dunne Gary Breen Roy Keane 69' Jason McAteer Mark Kinsella 46' Niall Quinn 84' Robbie Keane Kevin Kilbane |
| Simão Sabrosa 77' Pedro Pauleta 77' Nuno Capucho 88'                                                                                             | wissels      | 46' Matt Holland 69' Damien Duff 84' Steve Finnan                                                                                                   |
| Fernando Couto 15' Dimas 81' | gele kaarten | 65' Robbie Keane 68' Jason McAteer 80' Roy Keane |

### Twaalfde ontmoeting
| Vriendschappelijk (Dublin, Ierland, 9 februari 2005): |              | |
| Ierland | 1 – 0        | Portugal |
| Andy O'Brien 21' | goals        | |
| Brian Kerr | bondscoach   | Luiz Felipe Scolari |
| Shay Given Steve Finnan Andy O'Brien Kenny Cunningham 60' John O'Shea Andy Reid Matt Holland Kevin Kilbane 46' Damien Duff 69' Clinton Morrison Robbie Keane 83' | opstellingen | Ricardo Pereira 46' Paulo Ferreira Marco Caneira Jorge Andrade Rogério Matias 61' Simão Sabrosa Armando Petit 46' Deco 46' Tiago Mendes 70' Cristiano Ronaldo 46' Pedro Pauleta |
| Graham Kavanagh 46' Richard Dunne 60' Liam Miller 69' Aiden McGeady 83'                                                                                          | wissels      | 46' Nuno Gomes 46' Hugo Viana 46' Ricardo Costa 46' Fernando Meira 61' Luís Boa Morte 70' Manuel Fernandes                                                                      |
| Damien Duff 64' | gele kaarten | 67' Rogério Matias |
| - Debuut van Ricardo Costa (FC Porto) en Manuel Fernandes (Benfica) voor Portugal.                                                                               |              | |

### Dertiende ontmoeting
| Vriendschappelijk (East Rutherford, Verenigde Staten, 10 juni 2014): |              | |
| Ierland | 1 – 5        | Portugal |
| James McClean 52' | goals        | 2' Hugo Almeida 20' (e.d.) Richard Keogh 37' Hugo Almeida 77' Vieirinha 83' Fábio Coentrão                                                                                            |
| Martin O'Neill | bondscoach   | Paulo Bento |
| David Forde Stephen Ward 67' Richard Keogh Stephen Kelly 75' Alex Pearce Aiden McGeady 75' Wes Hoolahan 63' David Meyler James McClean 67' Jeff Hendrick Jon Walters 63' | opstellingen | Rui Patrício Ricardo Costa Fábio Coentrão 65' Luís Neto 65' Raúl Meireles João Moutinho 81' Ruben Amorim William Carvalho 65' Cristiano Ronaldo 65' Hugo Almeida 73' Silvestre Varela |
| Shane Long 63' Robbie Keane 63' Anthony Pilkington 67' Stephen Quinn 67' Simon Cox 75' Kevin Doyle 75'                                                                   | wissels      | 65' Pepe 65' André Almeida 65' Nani 65' Hélder Postiga 73' Vieirinha 81' Miguel Veloso                                                                                                |
| James McClean 56' Alex Pearce 80' | gele kaarten | |

FAI · A-internationals · Bondscoaches · Statistieken · Iers vrouwenelftal · Olympisch elftal · Ierland U21 · Ierland U20 · Ierland U19 · Ierland U18 · Ierland U17 · Ierland U16 · Vrouwen U17
1924 – 1929 ·
1930 – 1939 ·
1940 – 1949 ·
1950 – 1959 ·
1960 – 1969 ·
1970 – 1979 ·
1980 – 1989 ·
1990 – 1999 ·
2000 – 2009 ·
2010 – 2019 ·
2020 − 2029
EK 1988 · 
EK 2012 · 
EK 2016
WK 1990 · 
WK 1994 · 
WK 2002
1924 · 
1925 · 
1926 · 
1927 · 
1928 · 
1929 · 
1930 · 
1931 · 
1932 · 
1933 · 
1934 · 
1935 · 
1936 · 
1937 · 
1938 · 
1939 · 
1940 · 1941 · 1942 · 1943 · 1944 · 1945 · 
1946 · 
1947 · 
1948 · 
1949 · 
1950 · 
1951 · 
1952 · 
1953 · 
1954 · 
1955 · 
1956 · 
1957 · 
1958 · 
1959 · 
1960 · 
1961 · 
1962 · 
1963 · 
1964 · 
1965 · 
1966 · 
1967 · 
1968 · 
1969 · 
1970 · 
1971 · 
1972 · 
1973 · 
1974 · 
1975 · 
1976 · 
1977 · 
1978 · 
1979 · 
1980 · 
1981 · 
1982 · 
1983 · 
1984 · 
1985 · 
1986 · 
1987 · 
1988 · 
1989 · 
1990 · 
1991 · 
1992 · 
1993 · 
1994 · 
1995 · 
1996 · 
1997 · 
1998 · 
1999 · 
2000 · 
2001 · 
2002 · 
2003 · 
2004 · 
2005 · 
2006 · 
2007 · 
2008 · 
2009 · 
2010 · 
2011 · 
2012 · 
2013 · 
2014 · 
2015 ·
2016 ·
2017 ·
2018 ·
2019 ·
2020 ·
2021 ·
2022 ·
2023 ·
2024 ·
2025
Albanië ·
Algerije ·
Andorra ·
Argentinië ·
Armenië ·
Australië ·
Azerbeidzjan ·
België ·
Bolivia ·
Bosnië en Herzegovina ·
Brazilië ·
Bulgarije ·
Canada ·
Chili ·
China ·
Colombia ·
Costa Rica ·
Cyprus ·
Denemarken ·
Duitsland ·
Ecuador ·
Egypte ·
Engeland ·
Estland ·
Faeröer ·
Finland ·
Frankrijk ·
Georgië ·
Gibraltar ·
Griekenland ·
Hongarije ·
IJsland ·
Iran ·
Israël ·
Italië ·
Jamaica ·
Joegoslavië ·
Kameroen ·
Kazachstan ·
Kroatië ·
Letland ·
Liechtenstein ·
Litouwen ·
Luxemburg ·
Malta ·
Marokko ·
Mexico ·
Moldavië ·
Montenegro ·
Nederland ·
Nieuw-Zeeland ·
Nigeria ·
Noord-Ierland ·
Noord-Macedonië ·
Noorwegen ·
Oekraïne ·
Oman ·
Oostenrijk ·
Paraguay ·
Polen ·
Portugal ·
Qatar ·
Roemenië ·
Rusland ·
San Marino ·
Saoedi-Arabië ·
Schotland ·
Senegal ·
Servië ·
Slowakije ·
Sovjet-Unie ·
Spanje ·
Trinidad en Tobago ·
Tsjechië ·
Tsjecho-Slowakije ·
Tunesië ·
Turkije ·
Uruguay ·
Verenigde Staten ·
Wales ·
Wit-Rusland ·
Zuid-Afrika ·
Zweden ·
Zwitserland
België (2016) · 
Italië (2012) · 
Kroatië (2012) · 
Spanje (2012) · 
Zweden (2016)
FPF · A-internationals · Selecties · Statistieken · Bondscoaches · Portugees vrouwenelftal · Olympisch elftal · Portugal U21 · Portugal U20 · Portugal U19 · Portugal U18 · Portugal U17 · Vrouwen U17
1921 – 1929 · 
1930 – 1939 · 
1940 – 1949 · 
1950 – 1959 · 
1960 – 1969 · 
1970 – 1979 · 
1980 – 1989 · 
1990 – 1999 · 
2000 – 2009 · 
2010 – 2019 · 
2020 – 2029
EK's: 1984 · 
1996 · 
2000 · 
2004 · 
2008 · 
2012 · 
2016 · 
2020 · 
2024
WK's: 1966 · 
1986 · 
2002 · 
2006 · 
2010 · 
2014 · 
2018 · 
2022
OS: 1928 · 
1996 · 
2004 · 
2016
1921 · 
1922 · 
1923 · 
1924 · 
1925 · 
1926 · 
1927 · 
1928 · 
1929 · 
1930 · 
1931 · 
1932 · 
1933 · 
1934 · 
1935 · 
1936 · 
1937 · 
1938 · 
1939 · 
1940 · 
1942 · 
1943 · 1944 · 
1945 · 
1946 · 
1947 · 
1948 · 
1949 ·
1950 · 
1951 · 
1952 · 
1953 · 
1954 · 
1955 · 
1956 · 
1957 · 
1958 · 
1959 ·
1960 · 
1961 · 
1962 ·
1963 ·
1964 · 
1965 · 
1966 · 
1967 · 
1968 · 
1969 ·
1970 · 
1971 · 
1972 · 
1973 · 
1974 · 
1975 · 
1976 · 
1977 · 
1978 · 
1979 ·
1980 · 
1981 · 
1982 · 
1983 · 
1984 · 
1985 · 
1986 · 
1987 · 
1988 · 
1989 · 
1990 · 
1991 ·
1992 · 
1993 · 
1994 · 
1995 · 
1996 · 
1997 · 
1998 · 
1999 · 
2000 · 
2001 · 
2002 · 
2003 · 
2004 · 
2005 · 
2006 · 
2007 · 
2008 · 
2009 · 
2010 · 
2011 · 
2012 · 
2013 ·
2014 ·
2015 ·
2016 ·
2017 ·
2018 ·
2019 ·
2020 ·
2021 ·
2022
Albanië ·
Algerije ·
Andorra ·
Angola ·
Argentinië ·
Armenië ·
Azerbeidzjan ·
België ·
Bolivia ·
Bosnië-Herzegovina ·
Brazilië ·
Bulgarije ·
Canada ·
Chili ·
China ·
Cyprus ·
DDR ·
Denemarken ·
Duitsland ·
Ecuador ·
Egypte ·
Engeland ·
Estland ·
Faeröer ·
Finland ·
Frankrijk ·
Gabon ·
Georgië ·
Ghana ·
Gibraltar ·
Griekenland ·
Hongarije ·
Ierland ·
IJsland ·
Iran ·
Israël ·
Italië ·
Ivoorkust ·
Joegoslavië ·
Kaapverdië ·
Kameroen ·
Kazachstan ·
Koeweit ·
Kroatië ·
Letland ·
Liechtenstein ·
Litouwen ·
Luxemburg ·
Malta ·
Marokko ·
Mexico ·
Moldavië ·
Mozambique ·
Nederland ·
Nieuw-Zeeland ·
Nigeria ·
Noord-Ierland ·
Noord-Korea ·
Noord-Macedonië ·
Noorwegen ·
Oekraïne ·
Oostenrijk ·
Panama ·
Paraguay ·
Polen ·
Qatar ·
Roemenië ·
Rusland ·
Saoedi-Arabië ·
Schotland ·
Servië ·
Slovenië ·
Slowakije ·
Sovjet-Unie ·
Spanje ·
Tsjechië ·
Tsjecho-Slowakije ·
Tunesië ·
Turkije ·
Uruguay ·
Verenigde Staten ·
Wales ·
Zuid-Afrika ·
Zuid-Korea ·
Zweden ·
Zwitserland
Angola (2006) ·
België (2021) ·
Brazilië (2010) · 
Denemarken (2012) ·
Duitsland (2006) ·
Duitsland (2008) ·
Duitsland (2012) ·
Duitsland (2014) ·
Duitsland (2021) ·
Engeland (2000) ·
Engeland (2006) ·
Frankrijk (2006) ·
Frankrijk (2016) ·
Frankrijk (2021)  ·
Ghana (2014) ·
Griekenland (2004, 2) · 
Hongarije (2021) · 
IJsland (2016) · 
Iran (2006) ·
Iran (2018) ·
Marokko (2018) ·
Marokko (2022) ·
Mexico (2006) ·
Nederland (2006) ·
Nederland (2012) ·
Oostenrijk (2016) · 
Spanje (2012) · 
Spanje (2018) ·
Tsjechië (2008) ·
Tsjechië (2012) · 
Turkije (2008) ·
Verenigde Staten (2014) ·
Uruguay (2018) ·
Zuid-Korea (2022) · 
Zwitserland (2008) · 
Zwitserland (2022)